# 레오파르트 2E
레오파르트 2E 또는 레오파르트 2A6E는 독일의 레오파르트 2 주력전차 (특히 레오파르트 2A6 모델)의 파생형으로, 스페인 육군의 요구사항에 맞춰 제작되었다. 스페인 육군은 흉갑 프로그램이라는 무기 현대화 프로그램의 일환으로 이 전차를 도입했다. 레오파르트 2E 도입 프로그램은 린세 전차 프로그램이 취소된 지 5년 후인 1994년에 시작되었으며, 1998년 독일 정부는 스페인 육군에 108대의 레오파르트 2A4를 이전하는 데 합의했고 2002년 12월부터 스페인에서 레오파르트 2E의 자체 생산이 시작되었다. 2003년 산타 바바라 시스테마와 제너럴 다이내믹스의 합병으로 인해 생산이 지연되고 2006년부터 2007년까지 제조 공정에서 문제가 발생했지만, 총 219대의 레오파르트 2E가 스페인 육군에 배치되었다.
레오파르트 2E는 M60 패튼 전차보다 우수했으며, 스페인의 기계화부대와 기갑부대에 있던 M60 전차를 대체했다. 개발에는 총 260만 공수가 투입되었고 이 중 9,600공수는 독일에서 이루어졌으며, 총 비용은 24억 유로였다. 이로 인해 레오파르트 2E는 가장 비싼 레오파르트 2 전차 중 하나가 되었다. 스페인에서 생산된 레오파르트 2E의 비율은 전체의 60%를 차지했으며, 산타 바바라 시스테마가 있는 세비야에서 조립되었다. 이 전차는 독일 레오파르트 2A6보다 포탑과 글라시 장갑이 더 두꺼웠고, 독일 레오파르트 2에 장착된 것과 유사한 스페인 자체 개발 전차 지휘 통제 시스템을 사용했다. 레오파르트 2E는 2025년까지 스페인 육군에 배치될 예정이다.

## 스페인 기갑 프로그램 1987년~1993년
1987년까지 스페인 육군은 산타 바바라 시스테마에서 조립한 프랑스 설계 AMX-30E 299대와 미국 M47 패튼 및 M48 패튼 전차 552대를 보유하고 있었다. AMX-30E는 1970년에 도입되었고, 후자는 1950년대 중반에 도입되었다. 스페인의 M47과 M48 전차는 M47E와 M48E로 현대화되어 M60 패튼 전차와 거의 동등한 수준이 되었지만, 스페인 육군은 이를 구식으로 간주했다. 1984년, 패튼 전차를 대체하기로 결정하면서 스페인 정부는 린세 전차로 알려진 완전히 새로운 주력전차를 국내에서 생산할 의사를 밝혔다. 5개 회사가 입찰에 관심을 표명했는데, 여기에는 산타 바바라 시스테마와 협력한 크라우스마파이, 르클레르를 생산하게 된 넥스터, M1 에이브럼스를 생산하게 된 제너럴 다이내믹스, 그리고 발리언트를 생산하게 된 빅커스가 포함되었다. M1 에이브럼스와 발리언트 입찰은 수락되지 않았지만, 입찰은 1989년 공식적으로 취소될 때까지 계속되었다.
대신 스페인 정부는 유럽 재래식 무기 감축 조약에 따라 중앙 유럽에서 퇴역한 미국의 M60 패튼 전차로 구형 패튼 전차를 대체하기로 결정했다. 스페인 육군은 원래 M60과 M60A1 전차 532대를 인수하기로 되어 있었지만, 최종적으로 M60A3 260대만 인도되었고, 이 중 244대가 현역으로 배치되었다. 1980년대 후반 스페인 국방부는 AMX-30E 150대에 대한 현대화 프로그램과 이 유형의 나머지 149대 차량에 대한 재건 프로그램을 승인하여 원래 상태로 복원했다. 그러나 M60과 AMX-30은 스페인의 M47 및 M48 패튼 전차에 비해 크게 개선된 것은 아니었다.
기존 전차 전력이 스페인 육군의 요구를 충족하지 못했기 때문에, 스페인은 미래 전차와 관련하여 독일 및 크라우스마파이와 협력 가능성에 대해 논의를 시작했으며, 1994년에 독일로 군사 대표단을 파견했다. 독일은 스페인에 잉여 레오파르트 1 전차와 독일의 재통일 이후 독일 연방방위군에 통합된 소련 장비를 제공했지만, 스페인 정부는 이러한 제안을 거절하고 레오파르트 2를 강력히 요구했다.

## 기갑 프로그램
1994년 3월, 스페인 국방부는 스페인 육군 현대화를 위한 신규 무기 조달 및 통합에 중점을 둔 기갑 2000 프로그램(Programa Coraza 2000)을 수립했다. 이 프로그램에는 레오파르트 2E와 피사로 보병 전투차, 그리고 유로콥터 타이거 공격 헬리콥터가 포함되었다. 프로그램의 범위는 108대의 레오파르트 2A4 통합으로 확장되었고, 이들은 1995년 말 스페인에 임대되었다. 조달 외에도 흉갑 프로그램은 신규 군수품 도입을 위한 스페인 육군의 물류 준비를 목표로 했다.

### 레오파르트 2A4

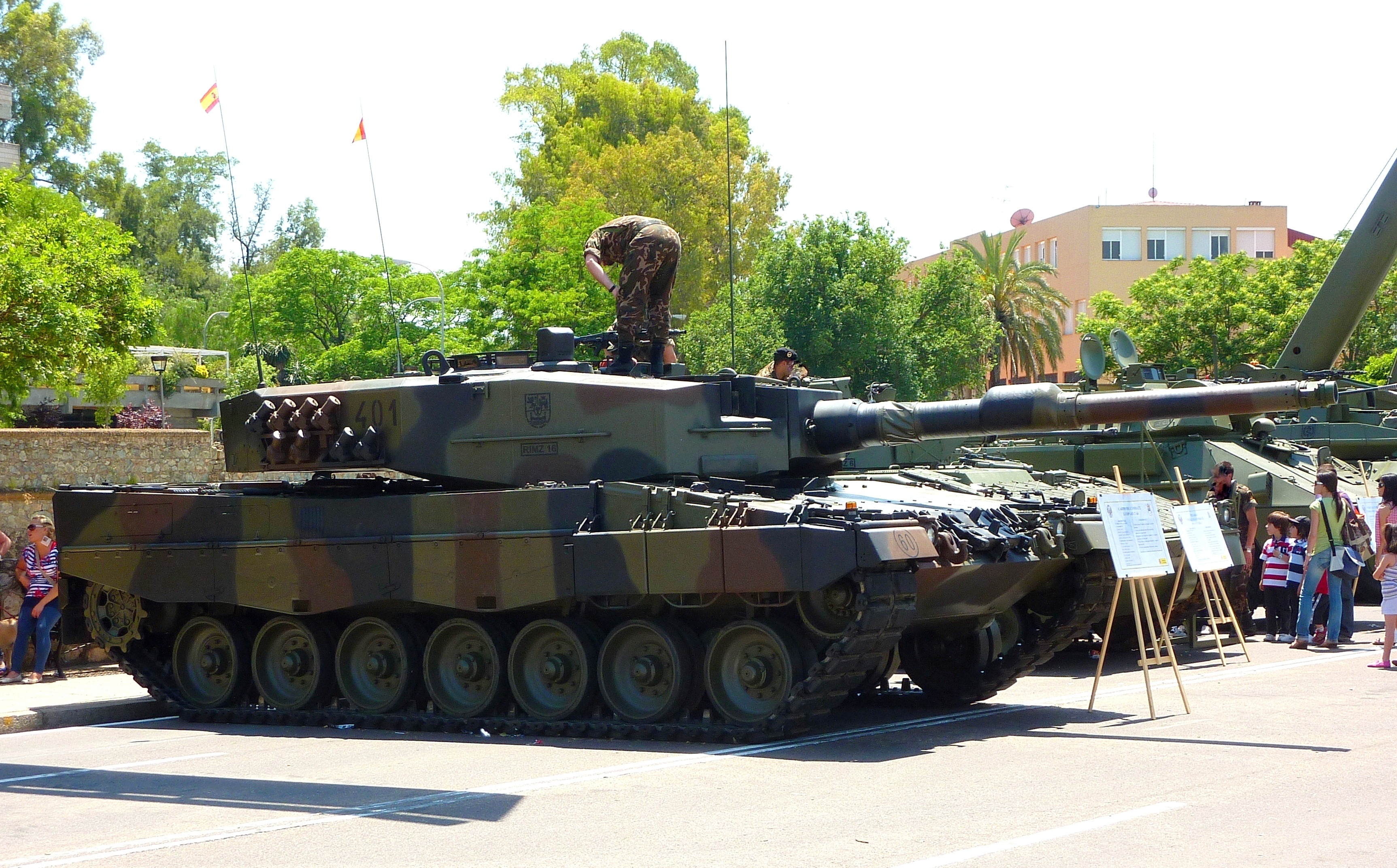
2010년 스페인군의 레오파르트 2A4. 스페인은 1995년 독일로부터 108대의 레오파르트 2A4를 처음으로 임차했다. 임대 기간은 2001년부터 2005년까지 연장되었다. 이후 스페인은 1,500만 유로에 이 전차들을 구매했다.

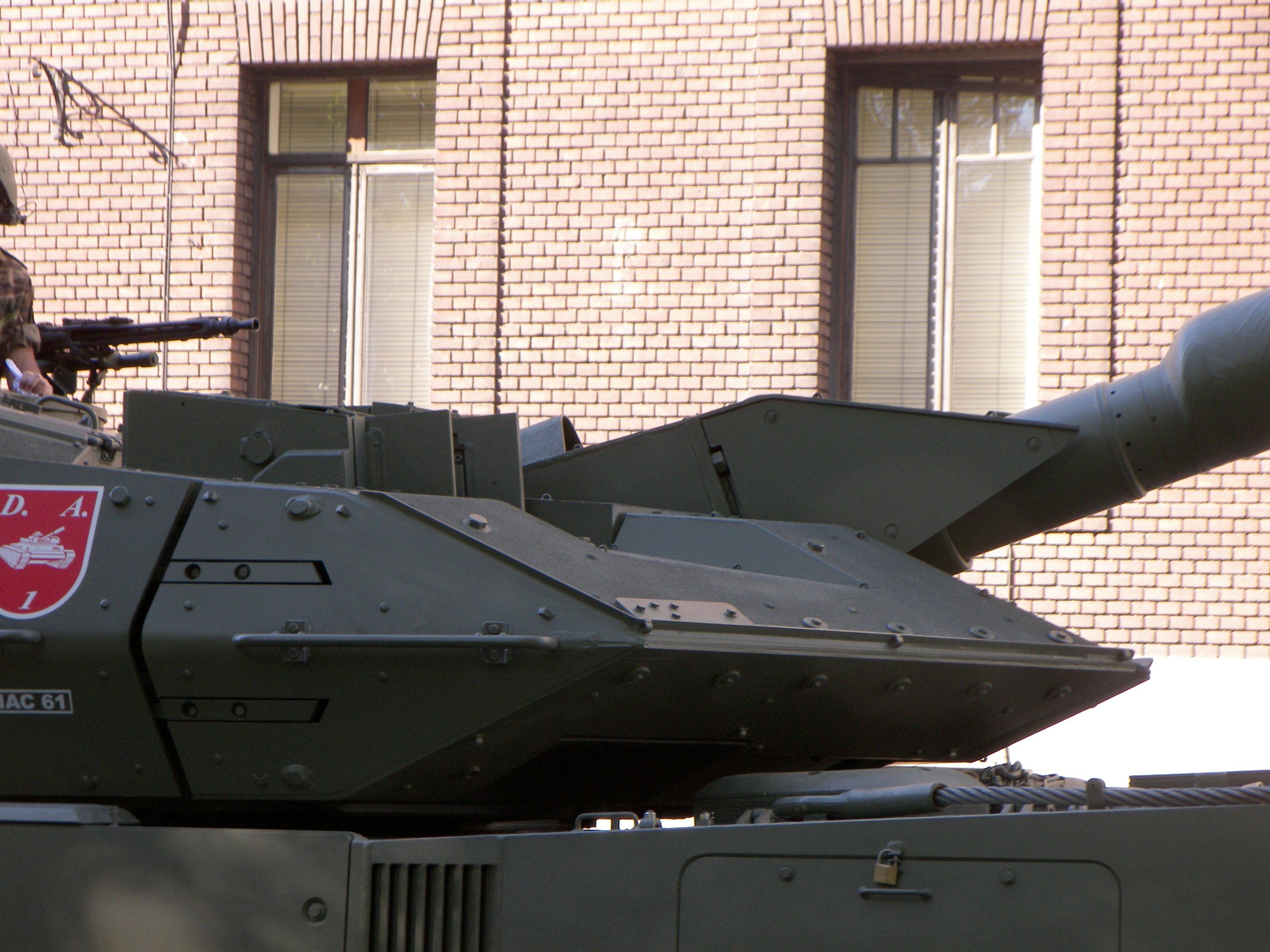
레오파르트 2E 포탑 장갑의 근접 촬영.

1995년 6월 9일 독일 정부와 스페인 정부 간에 양해각서가 체결되어 최대 308대의 신형 레오파르트 2E 획득을 위한 토대가 마련되었다. 이 전차들은 산타 바바라 시스테마에 의해 스페인에서 조립될 예정이었으며, 부품의 60~70%는 스페인 기업에서 제조하고 1998년부터 2003년까지 생산이 진행될 계획이었다. 또한, 독일 정부는 5년 동안 훈련 목적으로 스페인 육군에 108대의 레오파르트 2A4를 대여하는 데 합의했다. 이 차량들은 1995년 11월부터 1996년 6월 사이에 인도되었다. 1998년 스페인은 대여받은 레오파르트 2A4를 구매하고 신형 레오파르트 2E 생산량을 219대로 줄이는 데 동의했다. 2005년에는 108대의 레오파르트 2A4가 2016년까지 지불될 총 1,690만 유로에 스페인에 도입될 것이라고 발표되었다.
레오파르트 2A4는 제10 및 제11기계화보병여단에 배치되었으며, 당시 이 여단은 유럽 군단의 일부였다. 레오파르트 2E 생산이 시작되고 이 부대가 레오파르트 2E를 받으면서, 그들의 레오파르트 2A4는 멜리야에 주둔한 알칸타라 기갑기병연대에 재배치되었다.
스페인의 레오파르트 2E는 레오파르트 2A6을 기반으로 하며, 포탑에는 레오파르트 2A5의 추가 쐐기 장갑이 통합되어 있다. 이 장갑은 운동 에너지탄이 포탑 내부로 침투하기 위해 통과해야 하는 장갑 깊이를 최대화한다. 스웨덴의 레오파르트 2S (Strv 122)와 마찬가지로, 레오파르트 2E는 차체 글라시 장갑판, 포탑 전면부, 포탑 상부의 장갑 두께가 증가하여, 차량의 중량이 약 63톤(69.4 미국톤)에 달한다. 차량의 방어력은 조립 후 추가되는 독일의 레오파르트 2A5 및 2A6과 달리, 제조 과정에서 내장된 추가 장갑으로 강화되었다. 결과적으로 레오파르트 2E는 운용 중인 레오파르트 2 중 가장 잘 방어되는 전차 중 하나이다.

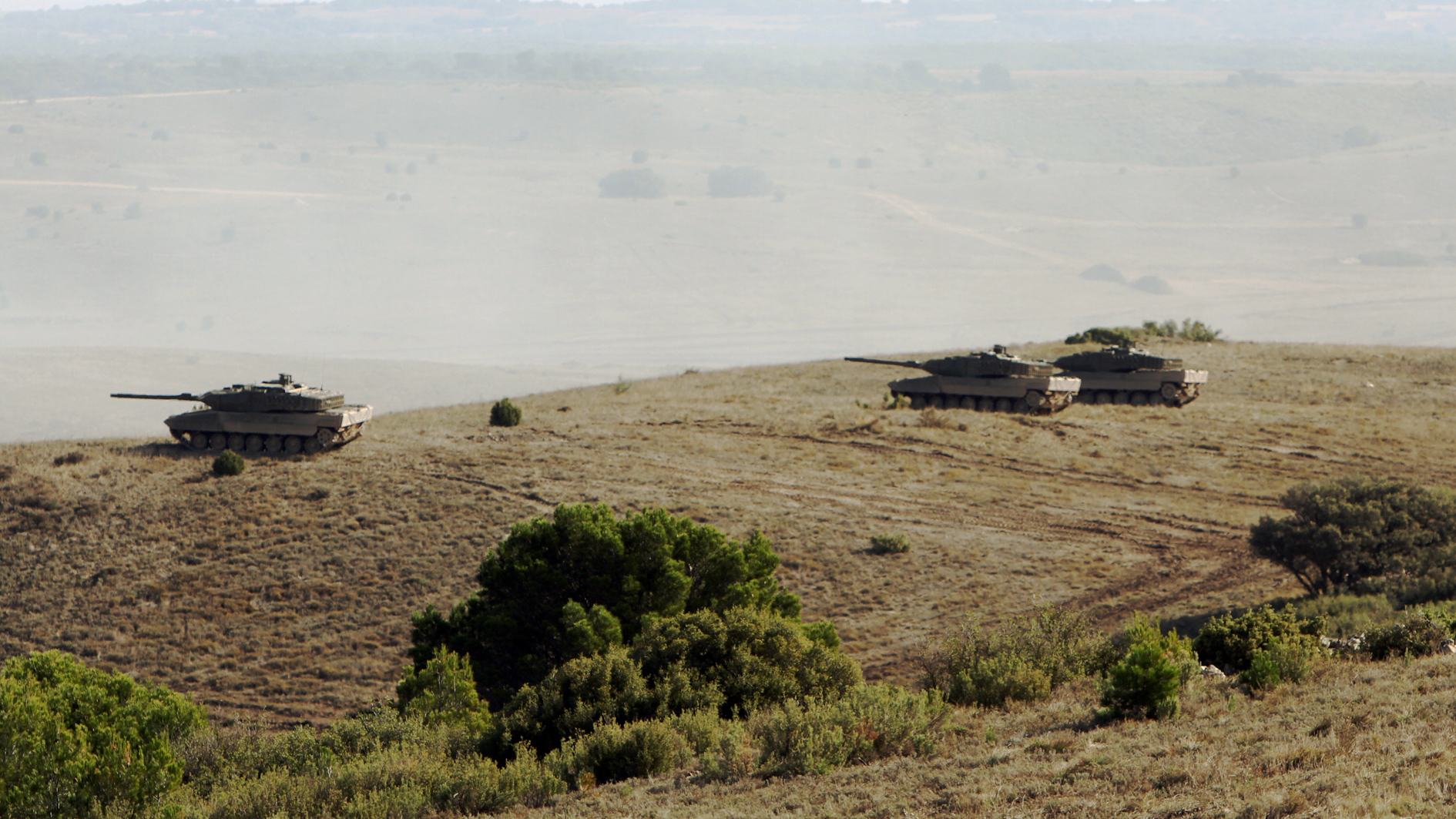
2015년 NATO 트라이던트 정션 2015 DV 데이 훈련 중인 스페인 레오파르트 2E 전차.

이 전차는 라인메탈의 120mm L/55 전차포로 무장하고 있으며, 140mm 포를 장착할 수 있다. 전차장과 포수는 BGM-71 토우 2B 경 발사 시스템에서 파생된 동일한 2세대 열화상 조준경을 가지고 있다. 이들은 인드라와 라인메탈 방위 전자 시스템에 의해 전차에 통합되었다. 인드라는 스웨덴 및 독일의 IFIS(Integrierte Führungssysteme)를 기반으로 하는 레오파르트 정보 및 지휘 장비(LINCE)라고 불리는 전차의 지휘 통제 시스템을 제공한다. 스페인의 레오파르트 2E와 다른 레오파르트 2A6의 차이점으로는 SAPA에서 제조한 보조 동력 장치, 에어컨 시스템, 그리고 불규칙한 스페인 지형에서 수명을 늘리기 위한 새로운 고무 궤도 패드가 포함된다. 각 레오파르트 2E의 약 60%는 스페인에서 제조되었으며, 예를 들어 스웨덴의 레오파르트 2는 30%에 불과하다.

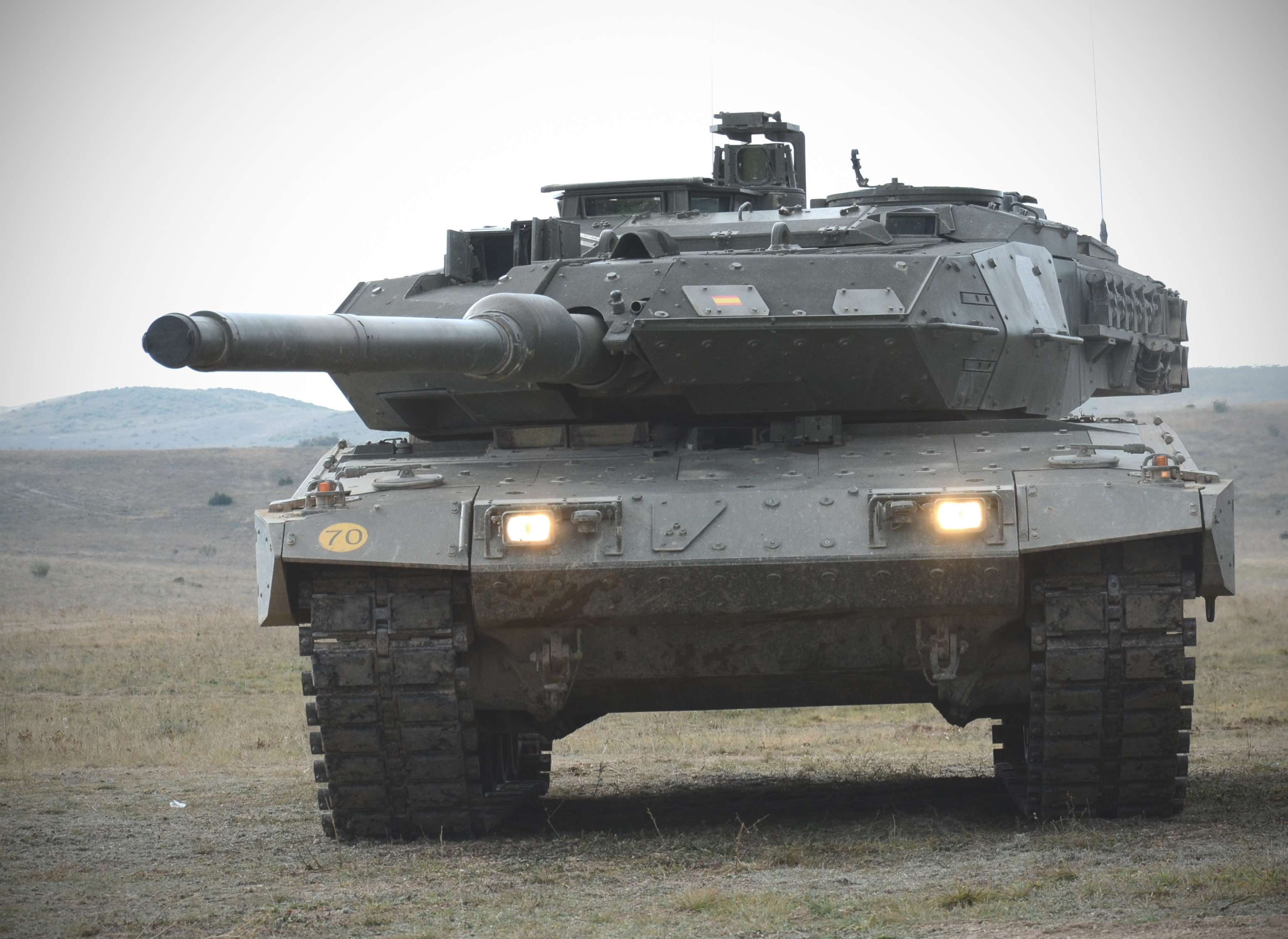
2015년 레오파르트 2E의 전면도.

스페인 레오파르트 2E 생산의 최종 계약은 1998년에 체결되었으며, 월 4대의 전차 생산 속도를 요구했지만, 첫 레오파르트 2E는 2003년 말까지 생산되지 않았다. 이는 주로 산타 바바라 시스테마와 제너럴 다이내믹스의 합병 때문이었고, M1 에이브럼스의 제조업체인 경쟁사와 레오파르트 2의 기술을 공유하는 것에 대한 크라우스마파이의 유보적인 태도 때문이었다. 크라우스마파이는 2003년에서 2006년 사이에 30대의 레오파르트 2E를 인도했다. 산타 바바라 시스테마의 생산은 조립이 시작된 후 지연되었다. 예를 들어, 2007년 1월부터 11월까지 스페인 육군에 인도될 43대의 레오파르트 2E 중 단 3대만이 실제로 인도되었고, 연말까지 15대가 더 인도되어 이전 생산 문제를 만회했다. 2006년 7월 1일까지 스페인 육군은 48대의 레오파르트 2E와 9대의 뷔펠 기갑구난차량을 받았는데, 이는 계약된 물량의 4분의 1에 불과했다. 레오파르트 2E의 생산은 2007년에 끝날 예정이었으나 2008년까지 연장되었다.
레오파르트 2E는 스페인 기계화 부대의 레오파르트 2A4를 대체했으며, 레오파르트 2A4는 다시 기갑부대의 M60을 대체했다. 두 버전의 레오파르트 2는 2025년까지 스페인 육군에서 운용될 것으로 예상된다. 산업 규모 면에서 레오파르트 2E의 생산 및 개발은 독일에서의 9,600공수를 포함하여 총 260만 공수의 작업량을 나타낸다. 이는 건설된 레오파르트 2 중 가장 비싼 전차 중 하나이다. 원래 계약은 19억 1천만 유로였으나 최종 비용은 23억 9천 9백만 유로였다.

### 스페인군에서 운용 중인 다른 전차와의 비교

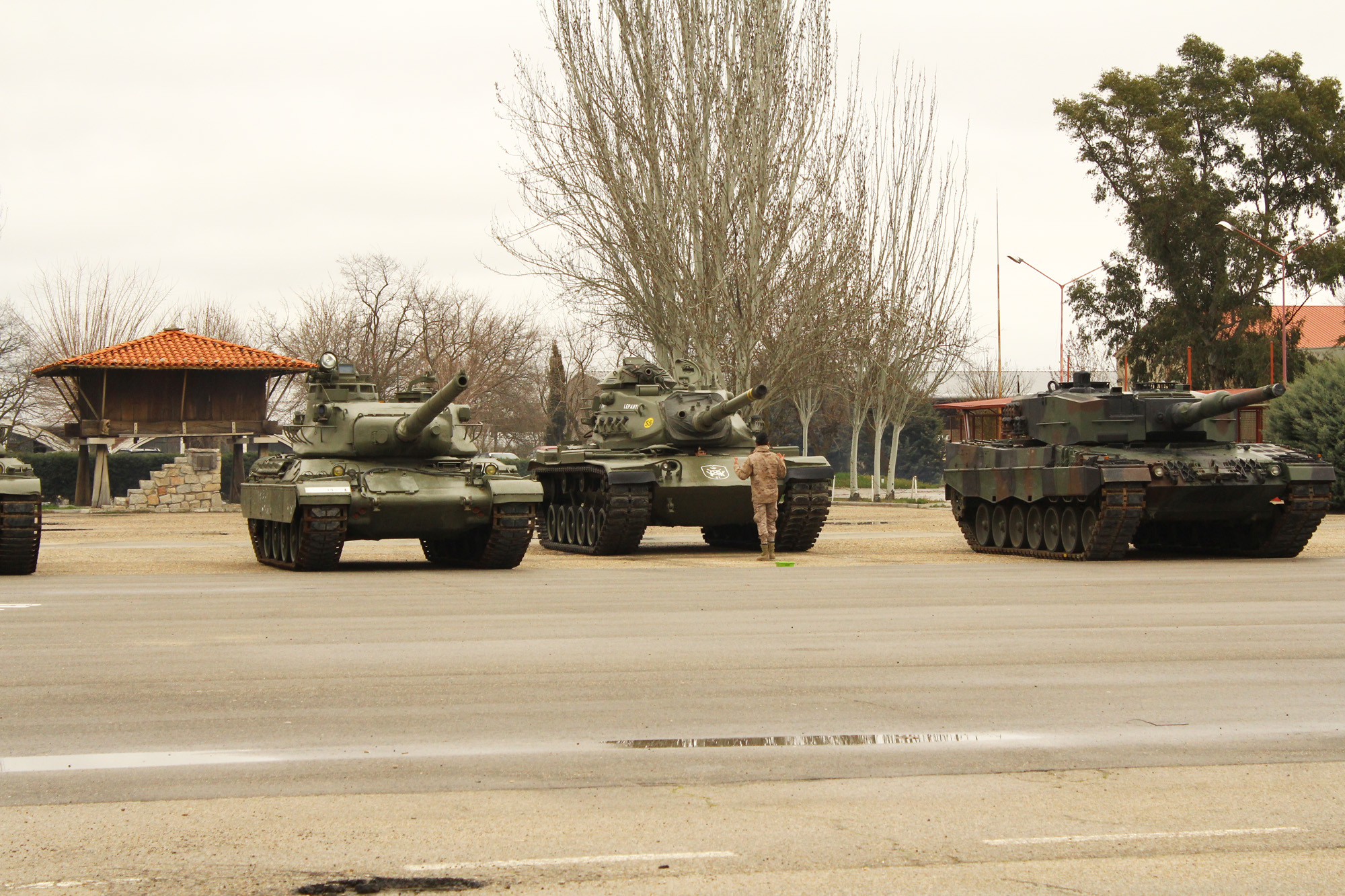
왼쪽부터 오른쪽으로: 엘 골로소 기갑부대 박물관에 있는 AMX-30E, M60 패튼, 레오파르트 2A4이다.

스페인 육군은 1995년부터 2008년 사이에 M60 패튼 전차와 AMX-30을 레오파르트 2로 대체했으며, 이는 상당한 전력 향상을 가져왔다. 이전에는 스페인 육군이 M47 및 M48 패튼 전차를 운용했으며, 이들은 1970년대 후반과 1980년대 동안 M60과 거의 동등한 수준으로 업그레이드되었다. 레오파르트 2A4와 레오파르트 2E는 모두 AMX-30 및 M60 전차보다 훨씬 강력한 포를 장착하고 있다. 레오파르트 2의 1,500 마력 엔진은 M60A3의 750마력 및 AMX-30EM2의 850마력 엔진보다 더 큰 출력을 제공한다. 반면에 레오파르트 2는 M60A3보다 적지만 더 큰 탄약을 운반한다.
|               | 레오파르트 2E                  | 레오파르트 2A4                 | M60A3                         | AMX-30EM2                 |
| ------------- | ------------------------------ | ------------------------------ | ----------------------------- | ------------------------- |
| 중량          | 63 t (69.45 미국톤)            | 55 t (60.63 톤)                | 55.6 t (61.1 톤)              | 36 t (39.68 톤)           |
| 포            | 120 mm L/55 활강포 (4.72 인치) | 120 mm L/44 활강포 (4.72 인치) | 105 mm M68 강선포 (4.13 인치) | 105 mm 강선포 (4.13 인치) |
| 탄약          | 42발                           | 42발                           | 63발                          | 정보 없음                 |
| 노상 항속거리 | 500 km                         | 500 km                         | 480 km                        | 400 km                    |
| 엔진 출력     | 1,500 PS                       | 1,500 PS                       | 750 hp                        | 850 hp                    |
| 최고 속도     | 70 km/h                        | 68 km/h                        | 30 mph (48 km/h)              | 40 mph (64 km/h)          |

## 같이 보기
- 스페인의 전차
- 국가별 기갑전투차량 목록
- 스트리스방 122
- 레오파르트 2PL

## 내용주
1. ↑  Eshel (2005), p. 96.
2. ↑  de Mazarrasa, Carro de Combate AMX-30E, p. 60
3. ↑  Manrique and Molina, La Brunete, pp. 69–74
4. ↑  de Mazarrasa, Carro de Combate AMX-30E, p. 58
5. ↑  Zaloga, The M47 and M48 Patton Tanks, pp. 36–37
6. 1 2  Manrique and Molina, La Brunete, p. 73
7. ↑  Gonzáles, España negocia la adquisición de hasta 500 carros de combate que serán retirados de Centroeuropa, El País
8. ↑  El País, Cinco empresas compiten para cofabricar un carro de combate en España
9. ↑  Yarnóz, El Gobierno elegirá el mes próximo el carro de combate de los noventa, El País
10. ↑  Yarnóz, Serra descarta a EE UU y Reino Unido para cofabricar los nuevos carros, El País
11. ↑  Yarnóz, España eliminará decenas de carros de combate al concluir la negociación sobre desarme en Europa, El País
12. ↑  El País, El tanque de los noventa
13. ↑  Gonzáles, Defensa cifra en 1.500 millones el coste de los 532 tanques estadounidenses que recibirá a partir de 1992, El País
14. ↑  Military Technology, Europe, p. 192
15. ↑  de Mazarrasa, Carro de Combate AMX-30E, pp. 80–84
16. ↑  Candil, Spain's Armor Force Modernizes, p. 41
17. 1 2  Candil, Carros de Combate, pp. 161–162
18. ↑  Candil, Carros de Combate, p. 162
19. ↑  Candil, Spain's Armor Force Modernizes, pp. 41–42
20. 1 2 3  Candil, Leopard 2E Delivery Begins, p. 73
21. ↑  Candil, Carros de Combate, p. 163
22. 1 2  Jerchel & Schnellbacher, Leopard 2 Main Battle Tank 1979–1998,p. 42
23. ↑  Candil, Carros de Combate, pp. 164–165
24. ↑  González, Firmada adquisición de 308 tanques Leopard 2, El País
25. ↑  “Spain Finalizes Buy of 108 Leopard 2A4 Tanks”. Defense Industry Daily. 2005년 9월 8일.
26. ↑  Candil, Carros de Combate, p. 167
27. ↑  Candil, Spain's Armor Forces Modernizes, p. 42
28. ↑  Fuerza Terrestre, Reseña histórica del RCAC Alcántara n° 10, p. 78.
29. 1 2 3 4  Candil, The Spanish Leopard 2E, p. 66
30. ↑  Jerchel & Schnellbacher, Leopard 2 Main Battle Tank 1979–1998, pp. 24–36
31. ↑  Hilmes, Aspects of future MBT conception
32. ↑  Candil, Leopard 2 daneses en Córdoba, p. 62
33. ↑  Jerchel & Schnellbacher, Leopard 2 Main Battle Tank 1979–1998, p. 35
34. 1 2 3 4  Candil, Leopard 2E MBT Delivery Begins, p. 74
35. ↑  Candil, Carros de Combate, p. 170
36. ↑  Candil, Carros de Combate, pp. 168–169
37. ↑  Candil, Carros de Combate, p. 168
38. ↑  Candil, Un entorno industrial plagado de dificultades, p. 49
39. ↑  Green & Stewart, M1 Abrams at War, p. 23
40. ↑  Spain 보관됨 2008-12-14 - 웨이백 머신, United Nations Register of Conventional Arms, retrieved 2008-06-20
41. 1 2  Candil, Un entorno industrial plagado de dificultades, p. 40
42. 1 2  Candil, Un entorno industrial plagado de dificultades, p. 45
43. ↑  Fuerza Terrestre, Carros Leopard 2A4 en Melilla, p. 66
44. ↑  
Santa Bárbara Sistemas y el Programa Leopardo 2E 보관됨 2008-07-01 - 웨이백 머신, Santa Bárbara Sistemas, retrieved 2008-06-05
45. ↑  Ministerio de Defensa (September 2011). “Evaluación de los Programas Especiales de Armamento (PEAs)” (PDF) (스페인어). Madrid: Grupo Atenea. 2013년 10월 24일에 원본 문서 (PDF)에서 보존된 문서. 2012년 9월 30일에 확인함.
46. ↑  Candil, Spain's Armor Force Modernizes, p. 42
47. ↑  Green & Stewart, M1 Abrams at War, p. 59
48. 1 2 3  Jerchel and Schnellbacher, Leopard 2 Main Battle Tank 1979–1998, pp. 28–29
49. 1 2 3  Lathrop & McDonald, M60 Main Battle Tank 1960–91, p. 28
50. ↑  de Mazarrasa, Carro de Combate AMX-30E, p. 81
51. ↑  de Mazarrasa, Carro de Combate AMX-30E, pp. 80–83, 103–104

1. ↑  2001년 7월 25일 제너럴 다이내믹스의 자회사가 되었다.
2. ↑  E는 에스파냐(España)를 의미하며, 에스파냐는 스페인의 공식 국호이다.